# If You Think This Is Real Life
If You Think This Is Real Life is een nummer van de Britse indierockband Blossoms uit 2020. Het is de derde en laatste single van hun derde studioalbum Foolish Loving Spaces.
Volgens frontman Tom Ogden is het nummer "niet gebaseerd op dingen die echt gebeurd zijn", maar "gewoon een kort verhaal dat ik even kwijt wou". "If You Think This Is Real Life" flopte in thuisland het Verenigd Koninkrijk, maar werd wel een kleine radiohit in Nederland. Het werd Megahit op NPO 3FM, en Harde Schijf in de Coen en Sander Show op Radio 538. De Nederlandse Top 40 of Tipparade werden niet bereikt, wel haalde het nummer de 26e positie in de Mega Top 30 van NPO 3FM.

## Tracklijst
- Muziekdownload

1. "If You Think This Is Real Life" - 2:51